# Chłodzenie ewaporacyjne
Chłodzenie ewaporacyjne (chłodzenie adiabatyczne, chłodzenie wyparne) – proces chłodzenia poprzez odparowanie wody. Jest to proces nie zmieniający całkowitej energii powietrza (adiabatyczny) i polega na konwersji energii jawnej (temperatura) powietrza na energię utajoną (wilgotność). Chłodzenie ewaporacyjne wykorzystuje dużą entalpię odparowania wody. Do chłodzenia ewaporacyjnego potrzeba znacznie mniej energii niż przy konwencjonalnych systemach klimatyzacji.

## Opis
Chłodzenie ewaporacyjne wykorzystywane było już w czasach starożytnych przez Persów, Egipcjan i Rzymian. Konstruowano specjalne podziemne kanały z wodą i budynki, które były chłodzone poprzez odparowanie wody tzw. Quanat.
Obecnie do chłodzenia ewaporacyjnego wykorzystuje się:
- klimatyzatory ewaporacyjne – ze złożem ociekowym:
  - bezpośrednie
  - pośrednie
  - hybrydowe (pośrednio-bezpośrednie)[3]
- atomizery.

## Zasada działania
Woda odparowując za stanu ciekłego potrzebuje określoną ilość energii, a mianowicie 2257 kJ na każdy kilogram odparowanej wody (woda o temperaturze 35 °C). Energia ta jest pobierana z powietrza obniżając temperaturę, przy jednoczesnym zwiększeniu wilgotności. Proces ten jest adiabatyczny, ze względu na brak zmiany energii całkowitej powietrza, a jedynie na konwersji ciepła jawnego na utajone.